# هاچت (آلاباما)
هاچت (به انگلیسی: Hatchet) یک منطقهٔ مسکونی در ایالات متحده آمریکا است که در شهرستان کوسا، آلاباما واقع شده‌است. هاچت ۲۷۳٫۱ متر بالاتر از سطح دریا قرار دارد.